# ルビセン
ルビセン（Rubicene）とは、ベンゼンとアントラセンとベンゼンとが、それぞれ2つずつの炭素同士の単結合で連結された構造をしている、炭化水素の1種である。なお、CAS登録番号は、197-61-5である。

## 構造

ルビセンの極限構造式。

ルビセンの分子式はC26H14、モル質量は326.3894 (g/mol)である

。
アントラセンを挟むように2つベンゼンが直接炭素同士の単結合で連結されているという構造から明らかなように、ルビセンは分子全体の原子が事実上同一平面上に存在していることが判る

。

## 性質
ルビセンをニトロベンゼンから再結晶させることで得た結晶は赤色をしており、形状は針状晶である

。
常温・常圧でルビセンは固体であり、その融点は305 ℃

から306 ℃

ほどである。比較的分子量の大きな炭化水素であることからも容易に類推できるように、ルビセンはエタノールには溶解しない

。
ただ、ルビセンは分子内にベンゼンと似た構造を持っているものの、ベンゼンに対しても溶解しにくい

。
なお、ルビセンは特殊な構造を持つため、その希薄な溶液は強い黄色の蛍光を発する

。

## 製法
コールタール中などに存在する化合物の1つとしてフルオレンという化合物が知られている。このフルオレンを酸化クロム(VI)で酸化することによって、フルオレノンを合成できる

。
このフルオレノンにマグネシウムかカルシウムを作用させることによって、ルビセンを合成することが可能である

。